# مطار إن أميناس - زرزايتين
مطار عين أميناس - زرزايتين هو يختص بنقل المسافرين وخاصة عمال سونطراك إلى الجزائر وإلى أماكن متعددة فقط في الوطن له شركات طيران كثيرة كالخطوط الجوية الجزائرية وطيران الطاسيلي
تجري أعمال التحديث في المطار، ومن المقرر أن تكتمل في مايو 2014.